# Кын (приток Чусовой)
Кын — река в Пермском крае России, левый приток реки Чусовая. Впадает в Чусовую в 161 км от её устья. Река, в верховьях носящая название Мягкий Кын, начинается в урочище Северном и сливается в районе станционного посёлка Кын с рекой Каменный Кын, имеющей истоки у западного склона горы Каменной в районе станции Рассоленки. Устье Кына — у села Кын.

## Топонимика
Название «Кын» — коми-пермяцкого происхождения, от коми-перм. кын — «мёрзлый», «холодный».

## Гидрологические характеристики
Длина водотока 34 км, водосборная площадь 422 км². В месте впадения в Чусовую расположено село Кын.

## Водосборная территория
Рельеф водосбора холмистый, горные породы — известняки, развит карст. В 1,5 км от устья на правом берегу выходит сероводородный источник, вода которого используется для лечения. В 2 км выше по течению, в карстовой воронке на берегу находится Кыновская пещера, объявленная геологическим памятником природы.

## Основные притоки
В реку впадает большое количество (до 80) притоков, большинство из них длиной менее 10 км. Основные притоки (расстояние в километрах от устья):
- 1,6 км: Сухая (справа, длина 20 км)
- 3 км: Большая Мишариха (слева, длина 18 км)
- 9,3 км: Ломовка (справа, длина 14 км)
- 14 км: Каменный Кын (справа, длина 12 км, считается одним из истоков)

## Гидротехнические сооружения
В середине XVIII века на реке близ её впадения в Чусовую был построен Кыновский железоделательный завод. Для приведения в движение заводских механизмов силой воды на Кыне было построено три плотины, образовавших речные запруды: Верхняя (Григорьевская), Средняя и Нижняя (Мельничная). В 1862 году в результате сильного наводнения все три плотины были размыты, но затем их восстановили. Средняя плотина существовала до 1930-х годов.
В настоящее время пруд у Средней плотины спущен, на месте плотины можно увидеть насыпь, бревенчатые срубы и сваи, подпорную каменную стенку. Современная площадь пруда составляет 0,28 км².
В пределах села Кын через реку перекинуто два автомобильных моста.

## Данные государственного водного реестра
По данным государственного водного реестра России, река относится к Камскому бассейновому округу, бассейн Камы, подбассейн — бассейны притоков Камы до впадения Белой, водохозяйственный участок — Чусовая от города Ревды до в/п посёлка Кын. Код объекта в государственном водном реестре — 10010100612111100010928.